# Lesbian Vampire Killers, czyli noc krwawej żądzy
Lesbian Vampire Killers, czyli noc krwawej żądzy (ang. Lesbian Vampire Killers, skrócona odmiana tytułu: L.V.K) – brytyjski film fabularny z pogranicza komedii i horroru z 2009 roku w reżyserii Phila Claydona. Zdjęcia kręcono w Luton.

## Opis fabuły
Dwoje przyjaciół − James i Steve − pragnie odpocząć od codziennych problemów i decyduje się na szaloną wycieczkę w losowo wybrane na mapie Wielkiej Brytanii miejsce. Mają nadzieję przeżyć niezapomnianą przygodę i zwyczajnie rozerwać się z dala od zatłoczonego miasta. Podczas podróży autostopem trafiają do pewnej zapomnianej wioski, położonej na obrzeżach lasu. Wkrótce udaje im się spotkać grupę wyjątkowo atrakcyjnych dziewczyn. Wszyscy nieznajomi przypadają sobie do gustu i wspólnie udają się do położonego nieopodal pensjonatu. James i Steve są przekonani, że noc spędzą na zabawie. Nie upływa jednak wiele czasu, a nowo poznane towarzyszki, dotknięte starożytną klątwą, zmieniają się w krwiożercze potwory − wampiry-lesbijki. Bohaterowie, chcąc przeżyć i ocalić mieszkańców wsi, muszą podjąć walką z zabójczym, ale pięknym przeciwnikiem.

## Obsada
| Aktor             | Rola      |
| ----------------- | --------- |
| James Corden      | Fletch    |
| Mathew Horne      | Jimmy     |
| MyAnna Buring     | Lotte     |
| Vera Filatova     | Eva       |
| Paul McGann       | Vicar     |
| Silvia Colloca    | Carmilla  |
| Lucy Gaskell      | Judy      |
| Louise Dylan      | Anke      |
| Ashley Mulheron   | Trudi     |
| Tiffany Mulheron  | Heidi     |
| Emer Kenny        | Rebecca   |
| John Pierce Jones | Landlord  |
| Emma Clifford     | Ms Rossi  |
| Travis Oliver     | Steve     |
| Susie Amy         | blondynka |